# 涧岗乡
涧岗乡，是中华人民共和国河南省商丘市睢县下辖的一个乡镇级行政单位。

## 行政区划
涧岗乡下辖以下地区：
涧岗村、小乔村、恒山村、前吴村、关张村、陈半芝村、木鱼井村、铁佛寺村、路楼村、黄庄村、陈庄村、闫庄村、陈小楼村、张小集村、韩吉营村、郭营村、学庄村、均庄村、黄菜元村、黄小楼村、轩屯村、土东村、土西村、黄大庄村和王庄村。